# Xanadu
 Ovo je glavno značenje pojma Xanadu. Za druga značenja pogledajte Xanadu (razdvojba).
Xanadu ili Shangdu (kineski: 上都, pinyin: Shàng dū) je bila ljetna prijestolnica Kublaj-kanova Mongolskog carstva, koje je zauzimalo veći dio Azije. Arheološki nalazi sugeriraju da se grad nalazio u današnjoj Unutarnjoj Mongoliji (Kina), oko 275 km sjeverno od Pekinga i 28 km sjeverozapadno od modernog grada Duoluna.
Na njegovom mjestu je stajao stariji kineski grad Kaiping (开平, Kāipíng) kojeg je od 1252. – 56. godine urbanizirao kineski arhitekt Liu Bingzhong po strogom kineskom planu utemeljenom na Feng shuiju. Novi grad površine od oko 25.000 ha je bio jedinstven pokušaj spajanja nomadske Mongolske i kulture Han Kineza. Zbog toga je područje Xanadua upisano na UNESCO-ov popis mjesta svjetske baštine u Aziji 2012. godine.
Sastojao se od četvorinastih "Vanjskog grada" (stranica oko 2,2 km), "Unutarnjeg grada"  (stranica oko 1,4 km) i palače, u kojoj je Kublaj-kan (stranica oko 550 m) boravio ljeti. Za palaču se vjeruje da je bila pola veličine Zabranjenog grada u Pekingu, Kina. Danas su od nje ostali samo donji dijelovi zidova i kvadratična terasa od opeke u središtu Unutarnjeg grada. Na slici desno može se vidjeti rekonstrukcija Xanaduove "fontane srebrnog drveta" u Karakorumu. Pored njih, danas se na arheološkim ostacima mogu prepoznati i neki hramovi, grobnice, nomadske nastambe i Tiefan’gang kanal, te drugi vodoopskrbni radovi.
Mongolski kanovi su napravili vrlo malo promjena u svojoj zemlji, držeći se konfucijanske i taoističke filozofije, i remodelirajući vlast domaćih dinastija koje su pokorili. Vjerska rasprava u Ksanadu je dovela do mongolskog širenja tibetanskog budizma širom sjeveroistočne Azije, kulturno vjerska tradicija koja je još snažna u mnogim područjima. Također, vladari iz Xanadua su otvorili carstvo zapadnjacima, dopuštajući putnicima poput mletačkog istraživača Marka Pola 1275. godine izvješćivati o čudima istočne prijestolnice svojim Europljanima. Njegov opis Xanadua je najopsežniji, a spominje palaču u mramoru i pozlaćenim sobama ispunjenim figurama ljudi i životinja, te Unutarnji grad kao park prepun brojnih vrsta životinja (bez zvijeri) i ptica koje su služile kao hrana carskim jastrebovima i sokolovima. Nadalje, u šumovitom dijelu Unutarnjeg grada Marco Polo navodi još jednu prozračnu palaču na pozlaćenim drvenim stupcima i zatvorenu svilom koju je Car svake godine nakon ljetovanja dao rastaviti i prenijeti u zimsku prijestolnicu Dàdū (današnji Peking).
God. 1614., engleski svećenik Samuel Purchas je opis Xanadua Marca Pola objavio u svojoj knjizi Purchasovo hodočašće. Bajnost Xanadua koja se mogla naći u ovim izvješćima je kasnije nadahnula Samuela Taylora Coleridgea da napiše svoju veliku pjesmu Kublaj-Kan kojom je Xanadu postao metafora za izobilje, blagostanje i imućnost. Xanadu se danas pamti najviše zahvaljujući ovoj pjesmi, koja sadrži ove, često navođene redke: